# Amda Seyon I

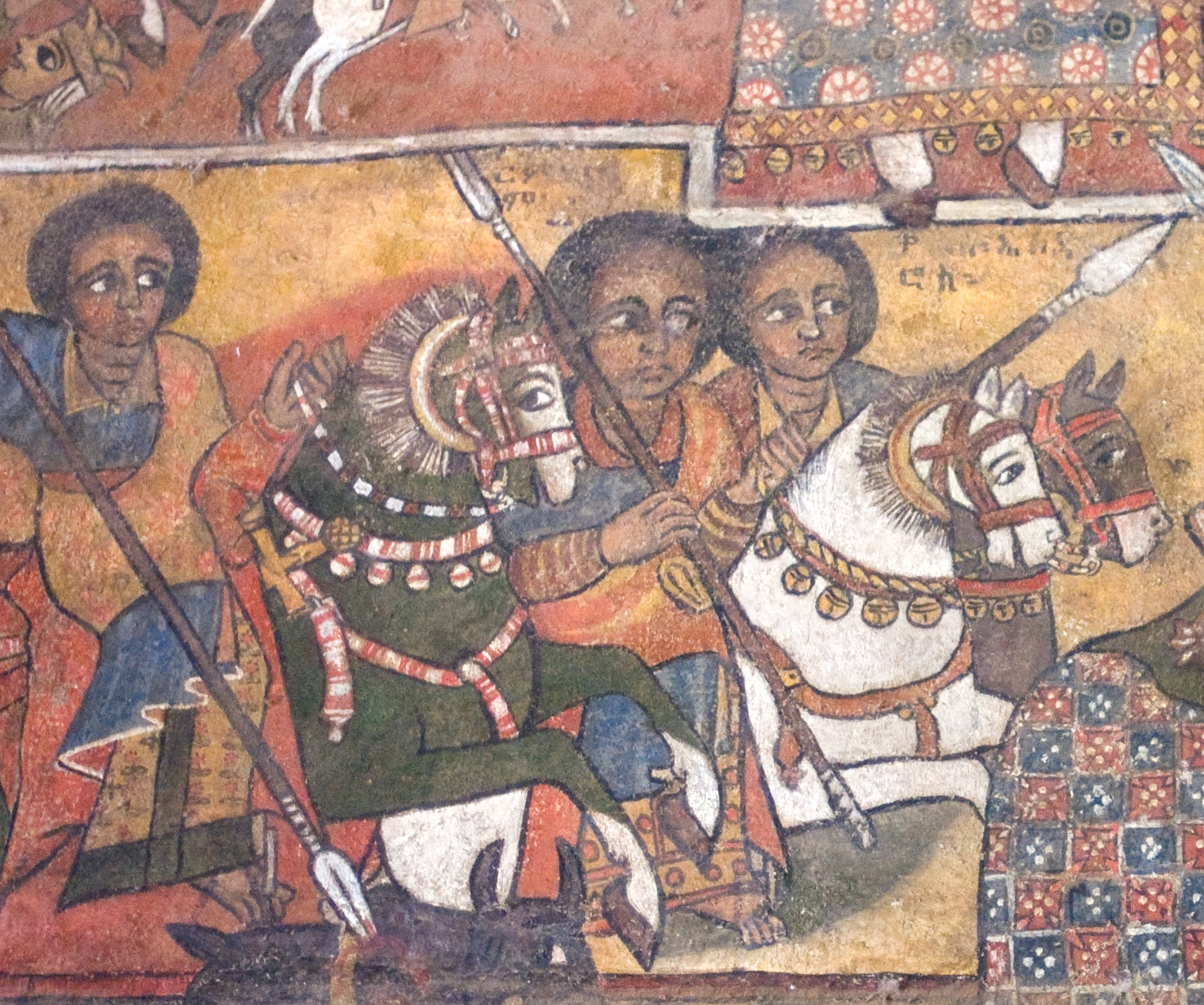
Amda Seyon I

Amda Seyon I, también conocido como Amde Tsiyon y otras variantes, en Ge'ez ዐምደ ፡ ጽዮን amda ṣiyōn,  amárico: āmde ṣiyōn, «Pilar de Sion», fue emperador de Etiopía (nəgusä nägäst) (1314-1344; nombre del trono Gebre Mesqel Ge'ez: ገብረ ፡ መስቀል gabra masḳal, amárico: gebre mesḳel, «esclavo de la cruz», y miembro de la dinastía salomónica. Según el experto británico en Etiopía, Edward Ullendorff:

Amde Tseyon fue uno de los reyes etíopes más destacados de todas las épocas y una figura singular que dominó el Cuerno de África en el siglo XIV.

Sus conquistas de las tierras fronterizas musulmanas ampliaron enormemente el territorio etíope y el poder en la región, que se mantuvo durante siglos después de su muerte. Amda Seyon afirmó la fuerza de la recién instalada dinastía salomónica (1270) y por lo tanto la legitimó. Estas expansiones permitieron además la propagación del cristianismo a las zonas fronterizas, lo que dio inicio a una larga era de proselitismo, cristianización e integración de zonas anteriormente periféricas.

## Ancestros
Se argumenta que hay pruebas suficientes para demostrar que Amda Seyon era hijo de Wedem Arad.  Sin embargo, cuando una delegación de monjes dirigida por Basalota Mikael lo acusó de incesto por haberse casado con la concubina del emperador Wedem Arad, Jan Mogassa, y amenazó con  excomulgarlo, afirmó ser el hijo biológico del hermano del emperador, Qidm Asagid; esta explicación puede haber tenido su origen en los chismes de la corte. Sea cual sea la verdad sobre la paternidad de Amda Seyon, la historia imperial conocida como la Crónica de París registra que expresó su rabia contra sus acusadores golpeando a uno de ellos, el abad Anorewos de Segaja, y exiliando a los otros eclesiásticos a Dembiya y Begemder.
No se sabe cómo Amda Seyon se convirtió en emperador. Sin embargo, hay algunos datos que indican que pudo haber estado involucrada en la lucha por la sucesión contra Wedem Arad.

## Ejército
El ejército del emperador Amda Seyon era notablemente similar a la organización del ejército durante los tiempos de los  antiguos aksumitas. Consistía en dos partes: la primera, su ejército central, era muy eficaz y estaba estrechamente ligado a la Corte Real; la segunda era una milicia local mucho más grande que se levantaba en tiempos de crisis locales. Estas unidades locales formaban, como en tiempos de los aksumitas, una unidad distintiva y luchaban juntas, manteniendo su carácter local, y se dividían en unidades más pequeñas, cada una de ellas encabezada por un gobernante local. Aunque estas unidades locales estaban en gran medida fuera del control directo de Amda Seyon durante su reinado, el control de los contingentes vasallos de que gozaba el Emperador aumentó enormemente y continuaría hasta la conquista de Abisinia (Futuh al-Habash) por parte de Ahmad ibn Ibrihim al-Ghazi en el siglo XVI.
El ejército central estaba dividido en regimientos independientes, cada uno con su propio nombre especializado, como Qeste-Nihb, Hareb Gonda y Tekula. Los regimientos independientes competían por el favor del rey, quien los "criaba" y "alimentaba" desde la infancia. Los regimientos estaban dirigidos por un comandante íntimamente leal directamente responsable ante Amda Seyon. Su propio hijo, Saf-Asegid, comandaba una de estas divisiones, al igual que el cuñado de Amda Seyon. Además, el comandante de Qeste-Nihb, Simishehal, junto con su colega Inze-Aygeb, fueron descritos como los oficiales "más queridos" del Emperador, quien se angustió cuando se enteró de su herida en la batalla de Hagera. Inze-Aygab also appears once as "Yanz-Aygeb." Los regimientos especializados ataron su fortuna a la del Emperador y probablemente fueron tomados de los mejores soldados de todo el país. Amda Seyon los utilizaba siempre que había que tomar medidas rápidas, y sus comandantes de regimiento a menudo desempeñaban el papel de gobernador en tiempos de crisis en determinadas provincias, como lo hizo Digna, el comandante de ala derecha del regimiento de caballería Korem (llamado así por la región/pueblo del mismo nombre) en 1332 en Tigray. Su ejército central consistía además en regimientos regionales similares a los de sus milicias locales. Procedían principalmente de las provincias recién conquistadas y compartían un patrimonio cultural y lingüístico. La mayoría de los soldados eran probablemente prisioneros tomados en las conquistas, aunque algunos fueron indudablemente mantenidos como sirvientes de la corte real, mientras que otros fueron exportados a los mercados de esclavos o entregados a ciudadanos privados. Aquellos que debían servir al Emperador recibían entrenamiento militar, probablemente bajo un comandante de la misma región y leal al Emperador. La mayoría de estos grupos se dividieron en secciones más pequeñas debido a su tamaño; por ejemplo, en las campañas de Amda Seyon de 1332 (o 1329), una división de Damot luchó contra los Beta Israel en el norte, mientras que otra fue a luchar en las campañas del sur contra el  Sultanato de Ifat.
El emperador mejoró el ejército imperial, que hasta su reinado no estaba tan fuertemente armado como sus adversarios musulmanes. El historiador árabe del siglo XIV al-Umari señaló con respecto a las tropas etíopes que:

Sus armas de guerra son el arco con flechas parecidas al nussab; espadas, lanzas y lanzas. Algunos guerreros luchan con espadas y con escudos estrechos y largos. Pero su principal arma es la lanza que se asemeja a una larga lanza. Hay algunos [guerreros] que lanzan dardos que son [similares a] flechas cortas, con un arco largo que se asemeja a una ballesta.

A pesar de la gran variedad de armas atribuidas a las tropas etíopes por al-Umari, las espadas y dagas no se utilizaban con frecuencia en el ejército etíope, que estaba armado principalmente con arcos, lanzas y escudos para la defensa, junto con soldados a caballo. Sin embargo, se describe a los musulmanes como poseedores de espadas, dagas, palos de hierro [dimbus] y otras armas útiles en lugares cercanos, y al-Umari señala que 

las flechas de los guerreros de las tierras fronterizas musulmanas son más grandes que las del ejército salomónico.

La fuerza del ejército etíope era principalmente numérica, pero Amda Seyon hizo mucho para mejorar el equipo de su ejército, aumentando el uso de espadas y dagas, probablemente obtenidas a través de comerciantes musulmanes y creando un regimiento especial armado con espadas. El emperador también formó un regimiento especial de portadores de escudos que probablemente se usó para proteger a sus arqueros.

## Primeras acciones militares

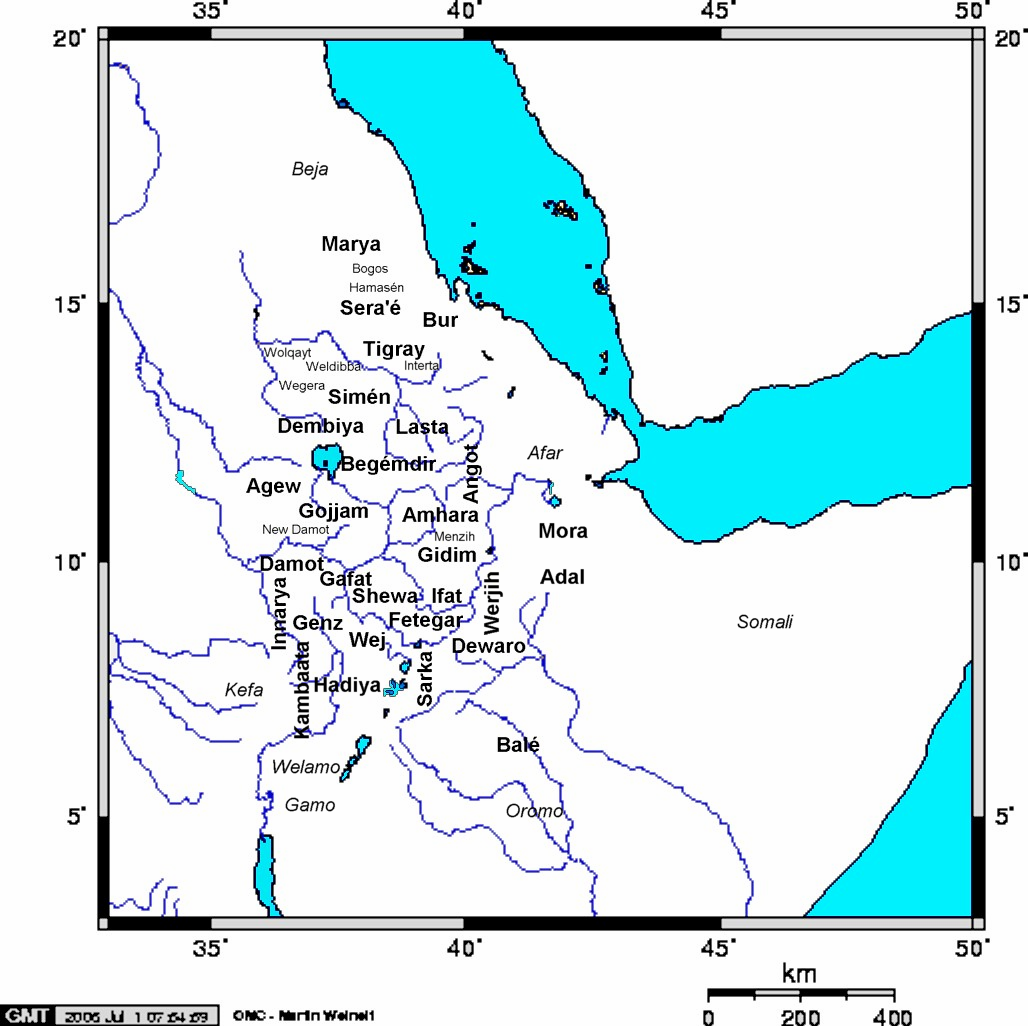
Mapa de las provincias medievales de Etiopía, con las subprovincias en letras más pequeñas y los grupos vecinos en cursiva.

Taddesse Tamrat informa que encontró una nota contemporánea escrita en un manuscrito que ahora se conserva en el monasterio isleño del Lago Hayq, en la que se menciona que en 1309  AM (1316/7 AD), el emperador Amda Seyon hizo una exitosa campaña contra los reinos musulmanes Damot y  Hadiya. La nota describe su conquista primero de Damot, a muchos de cuyos habitantes exilió a otra zona, y luego de Hadiya, a cuyos habitantes hizo lo mismo. Aunque su control temprano de estas regiones fue mínimo, es evidente que para 1332 (o 1329) Hadiya se había integrado completamente, proporcionando tropas para sus campañas de 1332 contra el Sultanato de Ifat. El rey de Hadiya, Amano, se negó a visitar al Emperador y a rendirle homenaje, alentado por, según el cronista de Amda Seyon, un musulmán "profeta de las tinieblas" llamado Bel'am. Según la crónica del Emperador, Bel'am le dijo que se rebelara:

No vayas al rey de Seyon [es decir, a Etiopía]. No le des regalos: si viene contra ti, no le temas, porque será entregado en tus manos y lo harás perecer con su ejército.

El emperador se enfureció, invadiendo Hadiya y matando a mucha gente, y haciendo prisionero a Amano junto con muchos de sus súbditos. Bel'am, sin embargo, pudo escapar del Emperador huyendo a Ifat. Estas conquistas representaron un avance significativo del objetivo final de Amda Seyon de controlar el comercio interior que antes controlaban los musulmanes en Ifat y en el lejano oriente. La conquista de Hadiya afectó profundamente el comercio de esclavos y, en consecuencia, perjudicó el comercio y la riqueza de las provincias musulmanas orientales. Por primera vez, la presencia musulmana en la región se vio amenazada, lo que más tarde dio lugar a alianzas entre las provincias musulmanas, que a menudo se rebelaron, cuando antes habían actuado de forma más independiente entre sí.
El mismo año de sus campañas contra las regiones meridionales de Damot y Hadiya, el Emperador también hizo campaña contra la provincia más septentrional de Gojjam.

## Campañas en el norte
Después de sus campañas de 1316/7 en el sur, Amda Seyon tuvo que girar hacia el norte para reforzar su control sobre las zonas que entretanto habían adquirido más autonomía. La provincia de Enderta, en el norte de Tigray, había ido afirmando cada vez más su independencia desde la restauración salomónica bajo el mando de Yekuno Amlak en 1270. En la época de Yekuno Amlak, el gobernador de Enderta era Ingida Igzi', a quien sucedió su hijo, Tesfane Igzi. Como gobernador de Enderta, Tesfane Igzi tenía el mayor poder entre las provincias del norte y ostentaba el título de Hasgwa y Aqabé Tsentsen, «guardián de los batidores de mosca» - un antiguo título aksumita, y amenazaba al linaje  amhara actualmente en el poder. Ya en 1305, Tesfane Igzi' se refirió a Enderta como su reino, su hijo y sucesor, Ya'ibika Igzi, ni siquiera mencionó al Emperador en su concesión de tierras de 1318/9. Ya'ibika Igzi se rebeló finalmente, invitando sin éxito al gobernador de la cercana Tembien a unirse a él. Amda Seyon respondió rápidamente, matando al gobernador, dividiendo los títulos y concediéndolos a diferentes individuos de origen humilde. Los nombrados por el Emperador eran impopulares, descritos como «hombres que no habían nacido de Adán y Eva que se llamaban Halestiyotat», término que significa literalmente «bastardo de origen mixto o bajo». Para consolidar su control en la región, Amda Seyon estableció una colonia militar de tropas no tigrayas en Amba Senayata, el centro de la rebelión, y nombró a su reina consorte tigray, Bilén Saba, como gobernadora de Enderta, junto con una nueva hornada de oficiales debajo de ella. Sin embargo, la reina gobernó indirectamente, lo que causó cierto resentimiento en la provincia, induciendo al emperador a nombrar gobernador a uno de sus hijos, Bahr Seged, a quien más tarde, en 1328, también se le dio el control de las provincias marítimas bajo el título de Ma'ikele Bahr —Entre los ríos/mares—.
En 1329, el Emperador hizo campaña en las provincias del norte de Semien, Wegera, Tselemt y Tsegede, en las que muchos se habían estado convirtiendo al judaísmo y donde el Beta Israel había estado ganando prominencia. Amda Seyon también desconfiaba del poderío musulmán en la costa del Mar Rojo y, por consiguiente, se dirigió a la zona septentrional de la provincia de Tigray que bordea el Mar Rojodiciendo:

Yo, el rey Amdä-ṣiyon, fui al mar de Eritrea [es decir, "Rojo"]. Cuando llegué allí, me monté en un elefante y entré en el mar. Tomé mi flecha y mis lanzas, maté a mis enemigos y salvé a mi pueblo.

Durante su campaña, el emperador también se encontró con el famoso monje Ewostatewos, que iba camino a Armenia. Aparentemente al mismo tiempo que las campañas de Tigray mencionadas anteriormente. No se puede saber si es posterior a 1332 (insinuado con respecto a la campaña de Eritrea) o anterior (insinuado por la campaña de Tigray, que se refiere a 1328 cambio en exactamente qué área se denota por un título, en poder del hijo de Amde Seyon, lo que significa que ya había sido sofocado.

## Rebelión de Haqq ad-Din I
Alrededor de 1320, el Sultán an-Nasir Muhammad del Sultanato mameluco con sede en El Cairo comenzó a perseguir a los coptos y a destruir sus iglesias. Amdä Seyon envió posteriormente una misión a El Cairo en 1321-2 amenazando con tomar represalias contra los musulmanes de su reino y desviar el curso del Nilo si el sultán no ponía fin a su persecución. Aunque Al-Nasir Muhammad ignoró a los enviados, el temor a la desviación del Nilo en Egipto continuaría durante siglos. Como resultado de la disputa y las amenazas, Haqq ad-Din I, gobernador de Ifat, capturó y encarceló a un miembro de la delegación enviada por el emperador llamado Ti'yintay en su camino de regreso de El Cairo. Haqq ad-Din intentó convertir a Ti'yintay, matándolo cuando esto fracasó. El Emperador respondió invadiendo Ifat acompañado, según el cronista real de Amda Seyon, de sólo siete jinetes, y mató a muchos de los soldados del gobernador rebelde. Parte del ejército lo siguió y destruyó la capital de la provincia, Ifat, y Amda Seyon se llevó gran parte de su riqueza en forma de oro, plata, bronce, plomo y ropa. Amda Seyon continuó sus represalias en todas sus provincias musulmanas, saqueando Kuelgore, Bequlzar, Gidaya, Thabet, Fedsé Qedsé, Hargaya (las cinco últimas aún no identificadas), y Shewa, entonces poblada principalmente por musulmanes, tomando ganado, matando a muchos habitantes, destruyendo ciudades y tomando prisioneros, que luego fueron asimilados.
Como resultado de las represalias de Amda Seyon, otras provincias musulmanas se rebelaron, viendo que su ejército se había debilitado por las largas campañas. El pueblo de Gebel, o Werjih, hoy llamado Worji, según se informa «muy hábil en la guerra», se rebeló posteriormente y saqueó algunas regiones cristianas. El pueblo de Medra Zega y Manzih (Menz), entonces musulmán, también se rebeló, rodeando y atacando al Emperador, que los derrotó y mató a su comandante Dedadir, hijo de Haqq ad-Din.

## Campañas posteriores

### Causas
La fuente primaria más importante de su reinado, Las gloriosas victorias, describe las extensas campañas militares que Amda Seyon emprendió en las llanuras drenadas por el río Awash. A partir del 24 de Yakatit (18 de febrero), el emperador dirigió su ejército contra varios enemigos; otro documento, referido a este año, afirma que derrotó a diez reyes. La rebelión en las provincias musulmanas surgió de la amenaza al Islam de Amda Seyon, magnificada por la anterior pérdida de comercio a causa de sus campañas. Este desafío fue alentado e incluso instigado por los líderes religiosos de Ifat y otras provincias musulmanas. El "falso profeta", del que se informó que había huido de Hadiya durante las campañas de 1316/7, siguió difundiendo propaganda contra el rey en Ifat, donde era uno de los consejeros de Sabr ad-Din. La crónica dice:

El falso profeta huyó a la tierra de Ifat y vivió allí propagando sus falsas enseñanzas... Y cuando Säbrädīn le preguntó por el consejo le dijo diciendo: El reino de los cristianos ha llegado a su fin, y nos ha sido dado, porque tú reinarás en Siyon [es decir, Etiopía]. Ve, sube [a las montañas] y lucha contra el rey de los cristianos; lo derrotarás y lo gobernarás junto con sus pueblos.

Se observa que un segundo líder religioso ha fomentado problemas en la región, específicamente en Adal y Mora. Se le llama "Salīh cuyo título era Qazī" (que, según anota, es un título similar al de Arzobispo), y es descrito como venerado y temido como Dios por los reyes y gobernantes de la región. La crónica atribuye la culpa a Salīh, afirmando que fue él "quien reunió a las tropas, reyes y gobernantes musulmanes" contra el Emperador.
Como resultado de estas instigaciones y condiciones, Sabr ad-Din I, gobernador de Ifat así como hermano y sucesor de Haqq ad-Din, mostró su desafío a Amda Seyon confiscando algunos de los bienes del emperador en tránsito desde la costa (es decir, Zeila), de manera similar a lo que su hermano había hecho antes que él. Amda Seyon se enfureció con Sabr ad-Din, diciéndole: 

Te llevaste las mercancías que me pertenecían obtenidas a cambio de la gran cantidad de oro y plata que había confiado a los comerciantes... encarcelaste a los comerciantes que hacían negocios para mí.

### Primera rebelión de Ifat
La rebelión de Sabr ad-Din no fue un intento de lograr la independencia, sino de convertirse en emperador de una Etiopía musulmana. La crónica real de Amda Seyon dice que Sabr ad-Din proclamó:

Deseo ser el Rey de toda Etiopía; gobernaré a los cristianos según su ley y destruiré sus iglesias... Nombraré gobernadores en todas las provincias de Etiopía, al igual que el Rey de Sión... Transformaré las iglesias en mezquitas". Someteré y convertiré al Rey de los Cristianos a mi religión, le haré gobernador provincial, y si se niega a convertirse lo entregaré a uno de los pastores, llamado Warjeke [es decir, Werjih], para que sea hecho guardián de camellos. En cuanto a la Reina Jan Mangesha, su esposa, la emplearé para moler maíz. Haré mi residencia en Marade [es decir, Tegulet], la capital de su reino.

De hecho, después de su primera incursión, Sabr ad-Din nombró gobernadores para las provincias cercanas y vecinas como Fetegar y Alamalé (es decir, Aymellel, parte del "país Guragé"), así como para las provincias lejanas del norte como Damot,  Amhara, Angot, Inderta, Begemder y Gojjam. También amenazó con plantar  khat en la capital, un estimulante utilizado por los musulmanes pero prohibido a los  cristianos ortodoxos etíopes.
La rebelión de Sabr ad-Din, con su apoyo religioso y sus ambiciosos objetivos, se consideró, por tanto, como una yihad más que como un intento de independencia y, en consecuencia, se le unieron inmediatamente la cercana provincia musulmana de Dewaro (la primera mención conocida de la provincia), bajo el gobernador Haydera, y la provincia occidental de Hadiya bajo el vasallo gobernante local Ameno. Sabr ad-Din dividió sus tropas en tres partes, enviando una división hacia el noroeste para atacar  Amhara, una hacia el norte para atacar a Angot, y otra, bajo su mando personal, hacia el oeste para tomar Shewa.
Amda Seyon movilizó posteriormente a sus soldados para hacer frente a la amenaza, dotándolos de regalos de oro, plata y ropas lujosas, tanto es así que el cronista explica que «en su reinado el oro y la plata abundaban como las piedras y las ropas finas eran tan comunes como las hojas de los árboles o la hierba de los campos». A pesar de la extravagancia que concedió a sus hombres, muchos optaron por no luchar debido a la inhospitalidad del terreno montañoso y árido de Ifat y a la completa ausencia de caminos. Sin embargo, avanzaron el  24 Yakatit, y un agregado fue capaz de encontrar al gobernador rebelde y ponerlo en fuga. Una vez que llegó el resto del ejército de Amda Seyon, destruyeron la capital y mataron a muchos soldados, pero Sabr ad-Din volvió a escapar. Las fuerzas de Amda Seyon se agruparon entonces para un ataque final, destruyendo uno de sus campamentos, matando a muchos hombres, mujeres y niños, tomando prisioneros a los demás, así como saqueando su oro, plata y sus "finas ropas y joyas sin número".
Sabr ad-Din posteriormente demandó la paz, apelando a la Reina Jan Mengesha, quien rechazó su oferta de paz y expresó la determinación de Amda Seyon de no regresar a su capital hasta que hubiera encontrado a Sabr ad-Din. Al oír esto, Sabr ad-Din se dio cuenta de que su rebelión era inútil y se entregó al campamento de Amda Seyon, cuyos cortesanos exigieron que Sabr ad-Din fuera ejecutado, pero él, en cambio, le concedió una relativa clemencia y mandó encarcelar al gobernador rebelde. Amda Seyon nombró al hermano del gobernador, Jamal ad-Din I, como su sucesor en Ifat. Sin embargo, justo cuando la rebelión de Ifat había sido sofocada, las provincias vecinas de Adal y Mora, justo al norte de Ifat, se levantaron contra el Emperador. Amda Seyon también sofocó esta rebelión rápidamente.

### La conquista de Adal y segunda rebelión de Ifat
Después de mucha campaña, las tropas de Amda Seyon estaban exhaustas y deseaban regresar a sus hogares, alegando que la temporada de lluvias se acercaba pronto. Amda Seyon se negó, sin embargo, diciéndoles:

No repitas delante de mí lo que acabas de decir, porque no me iré mientras los impíos musulmanes me hagan la guerra, que soy el Rey de todos los musulmanes de Etiopía, y tengo confianza en la ayuda de Dios.

El nuevo gobernador de Ifat también le suplicó que regresara, dándole muchos regalos, declarando que su país estaba arruinado y rogándole que no lo "destrozara de nuevo", para que sus habitantes pudieran recuperarse y trabajar la tierra para el Emperador, y le prometió que si se iba, Ifat y sus habitantes servirían al Emperador con su comercio y tributo y que él y los musulmanes de Etiopía eran los sirvientes del Emperador. Amda Seyon rechazó las súplicas del gobernador, declarando:

Mientras sea atacado por lobos y perros, por hijos de víboras. Los musulmanes regresaron durante la noche en un número mucho mayor y lo atacaron con un ejército levantado de las siete "grandes ciudades" (es decir, distritos) de Adal, Gebela, Lebekela, Mora, Paguma y Tiqo. Ya no soy el hijo de mi madre; no me llamen más hombre, sino mujer.

Amda Seyon continuó y fue atacado dos veces en escaramuzas antes de acampar. Los musulmanes regresaron durante la noche en un número mucho mayor, y lo atacaron con un ejército levantado de las siete "grandes ciudades", en realidad distritos, de Adal, Gebela, Lebekela, Mora, Paguma y Tiqo. Durante la batalla, Amda Seyon fue golpeado por la retaguardia por una espada enemiga, cortándole la faja alrededor de la cintura y el vestido de combate, pero el emperador pudo girar y matar al atacante con su lanza antes de que pudiera volver a atacar. Amda Seyon salió victoriosa de la batalla y envió tropas frescas que no habían luchado para perseguir a los enemigos supervivientes. Fueron capaces de llegar a los sobrevivientes en las orillas de un río cercano por la mañana y matarlos, tomando muchas espadas, arcos, lanzas y ropas.
Jamal ad-Din, a pesar de ser su designado, también se unió a la rebelión, colaborando con el gobernante de Adel para rodear al Emperador, a lo que el gobernante de Adal respondió movilizando sus fuerzas. El ejército etíope fue rodeado por los dos ejércitos en la batalla de Das, pero Amda Seyon pudo derrotarlos, a pesar de estar enfermo y dirigió su ejército contra Talag, la capital de Adal, donde se rindió el hermano del gobernador y a sus tres hijos. El emperador derrotó entonces a otro gobernador-rey, volvió sobre sus pasos, regresando a Bequlzar en Ifat, donde ordenó a Jamal ad-Din que le entregara todos los cristianos apóstatas de la provincia. El Emperador recibió primero a los sacerdotes, diáconos y soldados, a los que se les dio 30 latigazos cada uno y fueron encarcelados como esclavos. Luego se dirigió a los otros traidores, a quienes Jamal ad-Din se negó a entregar. Amda Seyon volvió a arrasar Ifat y depuso a Jamal ad-Din, nombrando gobernador a Nasir ad-Din, otro hermano de Sabr ad-Din.
Terminada la campaña en Ifat, llevó a su ejército a la ciudad de Gu'ét, donde mató a muchos hombres y capturó numerosas mujeres y ganado. El emperador invadió entonces la región de la moderna Somalia del Norte, donde derrotó un ataque del pueblo de Harla. Amda Seyon avanzó luego a la ciudad de Dilhoya. La ciudad había depuesto previamente a su gobernador por inmolación, junto con otros hombres y mujeres cristianos, a lo que el Emperador respondió tomando y saqueando la ciudad y su ganado, así como matando a muchos de sus habitantes. Continuó en Degwi, matando a numerosos pastores Werjih vecinos, que se habían sublevado y saqueado previamente algunas zonas cristianas durante su reinado. La crónica describía a la gente como "muy malvada", ya que "no conocían a Dios ni temían a los hombres". Antes de que finalizara el mes de diciembre, Amda Seyon arrasó la tierra de Sharkha y encarceló a su gobernador Yosef. Estos esfuerzos extendieron el dominio etíope por primera vez a través del río Awash, consiguiendo el control de Dawaro, Bale y otros estados musulmanes.

### Fechas
Se han ofrecido dos años diferentes para cuando se dispututaron estas extensas acciones militares. En su traducción de "Las gloriosas victorias", G.W.B. Huntingford sigue a James Bruce en la colocación de esto en 1329. Huntingford señala que Amda Seyon está registrado como celebrando la Pascua el 28 de Miyazya (24 de abril de 1329), lo que encajaría mejor ese año. Sin embargo, el año generalmente aceptado para esta campaña es 1332, lo que es la opinión de autoridades como August Dillmann, Carlo Conti Rossini y Enrico Cerulli. Taddesse Tamrat señala otro documento que fecha el 18º año de reinado de Amda Seyon el 498 año de gracia, lo que confirma que el año 516 de «Las gloriosas victorias» es correcto y que las campañas tuvieron lugar en 1332.

## Comercio y cultura
El comercio floreció bajo Amda Seyon. Las investigaciones arqueológicas en los tesoros de las iglesias y monasterios etíopes han recuperado monedas, textiles y otros objetos que prueban la existencia del comercio con el Imperio Bizantino. Taddesse Tamrat también señala que tenía un secretario sirio de una familia cristiana de Damasco, que le ayudaba a mantenerse en contacto con los acontecimientos en Oriente Medio.
Algunas de las primeras obras de la literatura etíope fueron escritas durante el reinado de Amda Seyon. Quizás la más conocida es el Kebra Nagast, que fue traducido del árabe a petición de Yaebika Egzi'e, gobernador de Inderta. Otras obras de este período son la Mashafa Mestira Samay Wamedr ("El Libro de los Misterios del Cielo y la Tierra"), escrita por Giyorgis de Segla, y la Zena Eskender ("Historia de Alejandro Magno"), un romance en el que Alejandro Magno se convierte en un santo cristiano. Ullendorff ha identificado una tradición que en esta época se revisó la traducción de la Biblia al ge'ez. También cabe mencionar que cuatro de los «Cantos de los Soldados» fueron compuestos durante el reinado de Amda Seyon, y son los primeros ejemplos existentes de amárico Por último, Amda Seyon es el primer rey del que se tiene constancia que hizo una donación a la biblioteca de la comunidad etíope en Jerusalén.